# Kastell Câineni

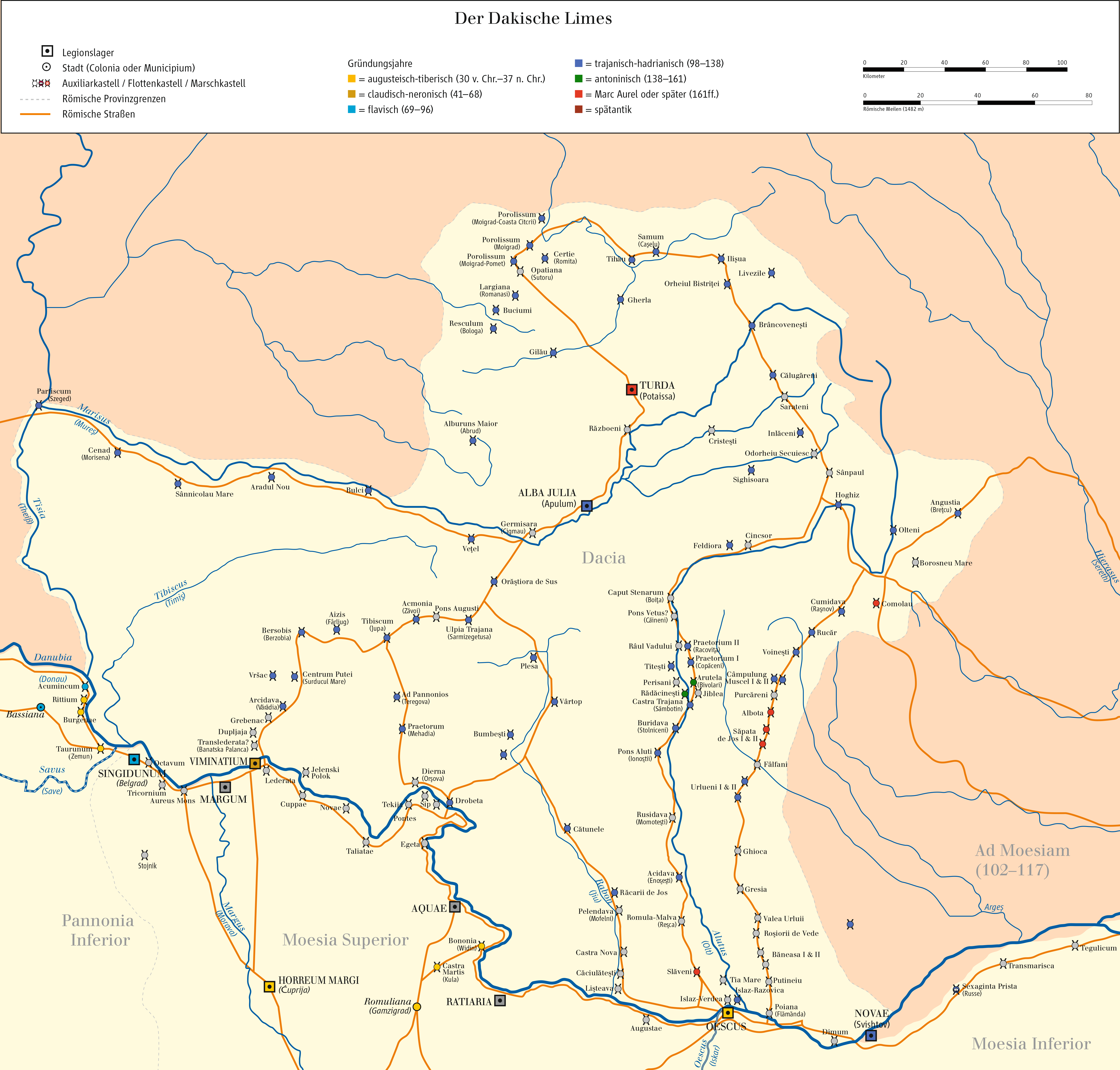
Verlauf der dakischen Limites

Das Kastell Câineni (vielleicht identisch mit dem antiken Pons Vetus) war ein vermutetes römisches Hilfstruppenlager am Ortsrand von Câinenii Mici, einem Dorf in der zum Kreis Vâlcea gehörenden Gemeinde Câineni in der rumänischen Region Kleine Walachei. In antiker Zeit war es ein Kastell des Limes Alutanus und gehörte administrativ zur Provinz Dacia superior, später zur Dacia Malvensis.

## Erkenntnisse
Die Fundstelle liegt am nordöstlichen Dorfrand in der Flur „Turnulete“ (deutsch: Turm), an einem Berghang, von dem ein Gebirgsbach kommend dort in den Olt einmündet. An dieser Stelle wird ein Militärlager mit Abmessungen von rund 150 m mal 150 m (≈ 2,25 Hektar) vermutet. Der Befund ist zum größten Teil fortgeschwemmt worden. archäologische Untersuchungen haben nie stattgefunden, über die dort stationierte Truppe ist nichts bekannt. Ihre Aufgabe wird in der Überwachung des Flusses, seiner Furten und der auf am gegenüberliegenden, westlichen Ufer parallel des Flusses verlaufenden Straßenverbindung von der Donau nach Caput Stenarum bestanden haben. Man hat versucht, die Lokalität mit dem von der Tabula Peutingeriana bekannten antiken Ort Pons Vetus zu identifizieren. Diese Gleichsetzung ist jedoch nicht gesichert. Die rumänische Limeskommission (Comisia Națională Limes) kam bei ihrer Bestandsaufnahme der nationalen Limesanlagen (im Rahmen der Bemühungen, den Dakischen Limes zum UNESCO-Weltkulturerbe erheben zu lassen), zu dem Ergebnis: Sunt informații puține pentru a face o evaluare (Es gibt zu wenige Informationen, um eine exakte Bewertung vorzunehmen).

## Denkmalschutz
Die archäologische Stätte steht nach dem 2001 verabschiedeten Gesetz Nr. 422/2001 als historisches Denkmal unter Schutz und ist in der nationalen Liste der historischen Monumente (Lista Monumentelor Istorice) mit dem LMI-Code VL-I-s-B-09522 eingetragen. Der RAN-Code lautet 169137.01. Zuständig sind das Ministerium für Kultur und nationales Erbe (Ministerul Culturii și Patrimoniului Național), insbesondere das Generaldirektorat für nationales Kulturerbe, die Abteilung für bildende Kunst sowie die Nationale Kommission für historische Denkmäler sowie weitere, dem Ministerium untergeordnete Institutionen. Ungenehmigte Ausgrabungen sowie die Ausfuhr von antiken Gegenständen sind in Rumänien verboten.